# Sofia de Meclemburgo-Güstrow
Sofia de Meclemburgo-Güstrow (Wismar, 4 de setembro de 1557 – Nicopinga, 14 de outubro de 1631) foi a esposa do rei Frederico II e rainha consorte do Reino da Dinamarca e Noruega de 1572 até 1588, também servindo como regente dos ducados de Eslésvico-Holsácia para seu filho João entre 1590 e 1594. Era filha de Ulrico III, Duque de Meclemburgo-Güstrow e da princesa Isabel da Dinamarca.

## Família
Sofia foi a única filha da união entre o duque Ulrico III, Duque de Meclemburgo-Güstrow e a princesa Isabel da Dinamarca, duquesa de Meclemburgo-Güstrow. Os seus avós paternos eram o duque  Alberto VII de Meclemburgo-Güstrow e a duquesa Ana de Brandemburgo. Os seus avós maternos eram o rei Frederico I da Dinamarca e a princesa Sofia da Pomerânia.

## Casamento e descendência
Sofia casa com o seu primo, o rei Frederico II da Dinamarca, aos catorze anos. O seu noivo tem trinta e sete. O casamento tinha sido arranjado pelo conselho dinamarquês que desejava ver o rei casado. Frederico casa-se depois de ser impedido de o fazer com Ana de Hardenberg, filha do Lord Chanceler. Apesar da diferença de idades entre Sofia e Frederico, o casamento é visto como harmonioso. A rainha Sofia era uma mãe carinhosa, cuidando dos seus filhos pessoalmente durante as suas doenças. Visto que o seu marido era conhecido por comer muito, beber demasiado e ter comportamentos imorais que incluíam infidelidade, Sofia decide enviar os seus três filhos mais velhos para a casa dos avós em Güstrow durante as suas infâncias. A rainha mostrava um grande interesse pela ciência, visitando frequentemente o astrónomo Tycho Brahe. Também se interessava por músicas tradicionais.
Sofia prova ser uma boa casamenteira, casando a sua filha Ana com o rei Jaime VI da Escócia e I de Inglaterra em 1589, uma união à qual se opôs o conselho dinamarquês.
Do seu casamento nasceram oito filhos:
- Isabel da Dinamarca (25 de agosto de 1573 - 19 de junho de 1626), casou-se em 1590 com o duque Henrique Júlio de Brunsvique-Luneburgo.
- Ana da Dinamarca (12 de dezembro de 1574 - 2 de março de 1619), casou-se a 23 de Novembro de 1589 com Jaime VI da Escócia e I de Inglaterra.
- Cristiano IV da Dinamarca e Noruega (12 de abril de 1577 - 28 de fevereiro de 1648).
- Ulrico da Dinamarca (30 de dezembro de 1578 - 27 de março de 1624 em Rühn), último Bispo da antiga Eslésvico (entre 1602 e 1624), como Ulrico II foi administrador do Príncipe-Bispado de Eslévisco (1603-1624), casou-se com Catarina Hahn-Hinrichshagen.
- João Augusto (1579 - 1579), morreu ainda bebé.
- Augusta da Dinamarca (8 de abril de 1580 - 5 de fevereiro de 1639), casou-se a 30 de Agosto de 1596 com o duque Adolfo de Holsácia-Gottorp.
- Edviges da Dinamarca (5 de agosto de 1581 - 26 de novembro de 1641), casou-se a 12 de Setembro com Cristiano II, eleitor da Saxónia.
- João de Eslésvico-Holsácia (9 de julho de 1583 - 28 de outubro de 1602).

## Regência e últimos anos
A rainha Sofia não teve nenhum poder político enquanto o seu marido esteve vivo. Quando o seu filho menor de idade Cristiano IV foi declarado rei em 1588, não recebeu qualquer lugar no conselho de regência de Dinamarca. Contudo, a partir de 1590 passou a exercer funções como regente dos ducados de Eslésvico-Holsácia em nome do filho. Organizou um grande funeral para o seu marido, obteve os dotes das suas filhas e formou as suas próprias alianças independentemente e contra a vontade do conselho. Esteve envolvida numa luta de poder entre os regentes da Dinamarca e o conselho de estado que declarou Cristiano maior de idade em 1593. Desejava que os ducados fossem divididos entre os seus filhos mais novos, algo que gerou conflitos. Sofia apenas desistiu da sua posição no ano seguinte, em 1594. Como tal entrou em conflito com o governo que a exilou no Palácio de Nykøbing Slot, na ilha de Falster. Passou o seu tempo a estudar química, astronomia e outras ciências, renovando também o palácio.
A rainha-viúva geria tão bem as suas propriedades em Lolland-Falster, que o seu filho lhe teve de pedir dinheiro emprestado várias vezes para os seus gastos pessoais. Também se envolveu num grande negócio de trocas comerciais e empréstimos. Visitava frequentemente Meclemburgo e esteve presente no casamento da sua filha em Dresden em 1602. Em 1603, envolveu-se numa disputa interna com o seu tio que ficou por resolver até à morte deste em 1610. Em 1608, conseguiu amenizar o castigo de Rigborg Brockenhuus e, em 1628, foi uma das pessoas influentes que impediu o seu filho de acusar a amante do seu neto, Anne Lykke, de bruxaria. Sofia morreu como a mulher mais rica da Europa do norte aos setenta e quatro anos.